# City of Dundee
De City of Dundee (Mòr-bhaile Dhùn Dèagh) is een Raadsgebied in Schotland. Het gebied grenst aan Angus, Perth en Kinross en telt 149.000 inwoners (2018). Het bestuurlijke gebied omvat de stad Dundee en de voorstad Broughty Ferry.

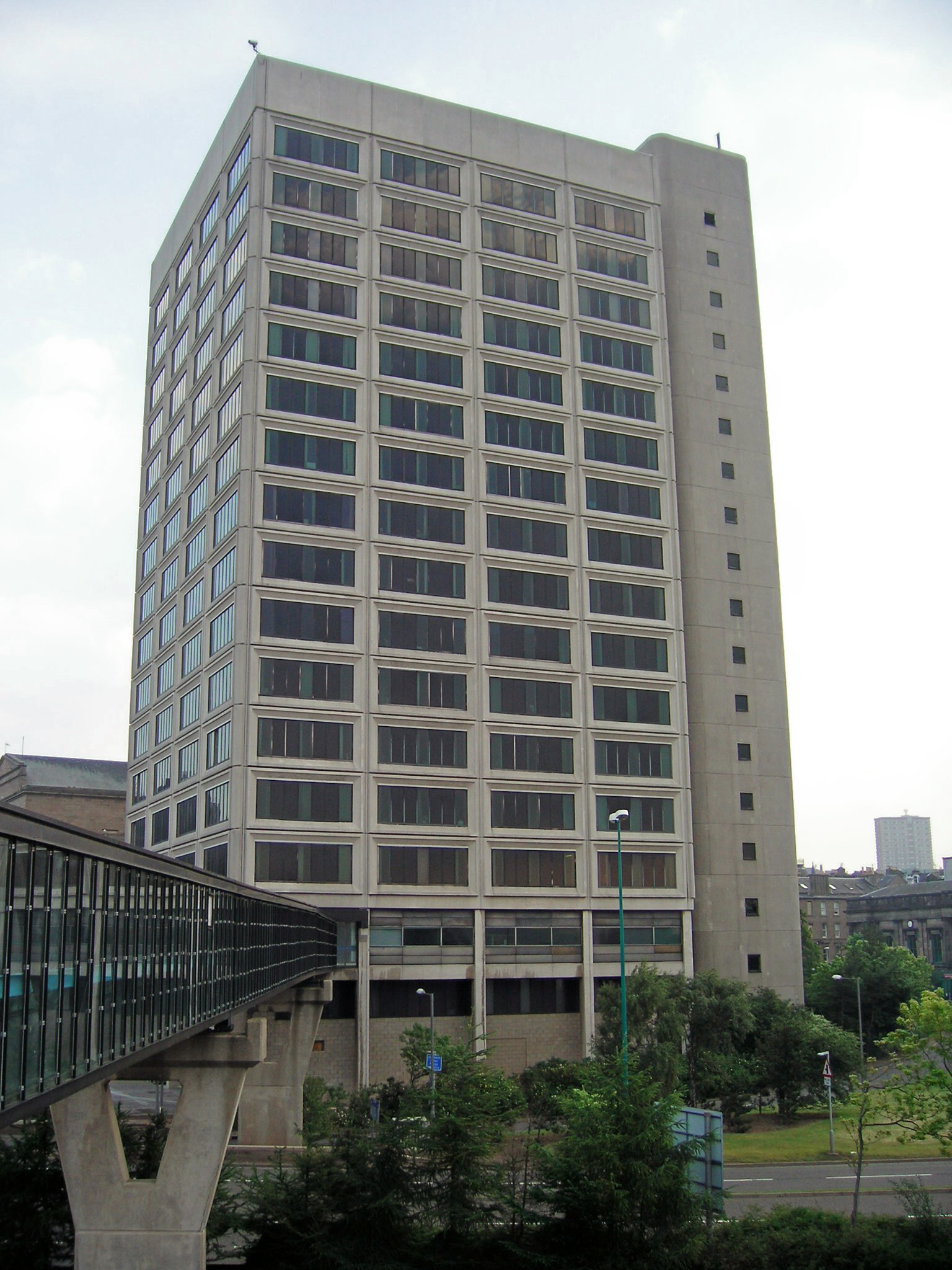
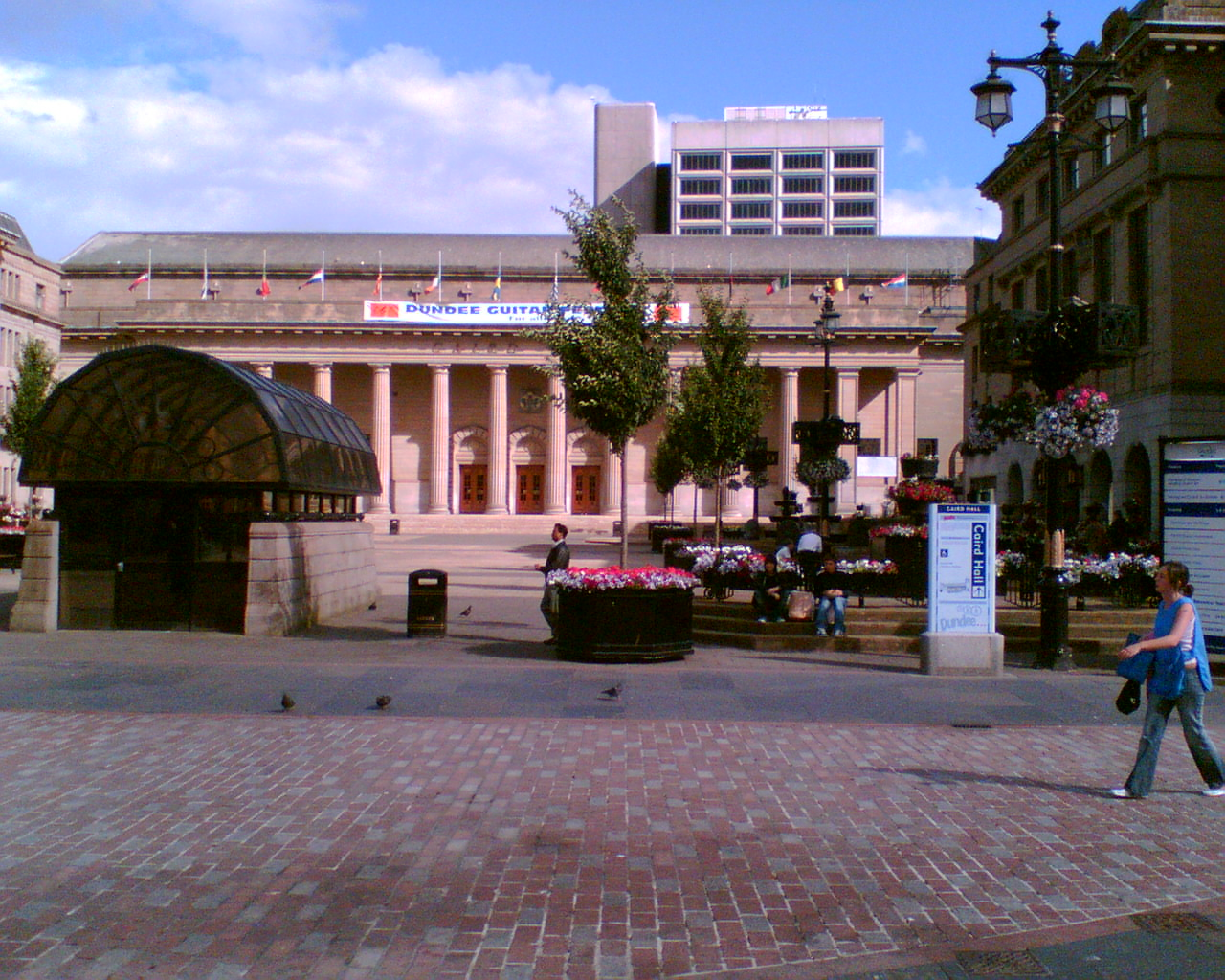
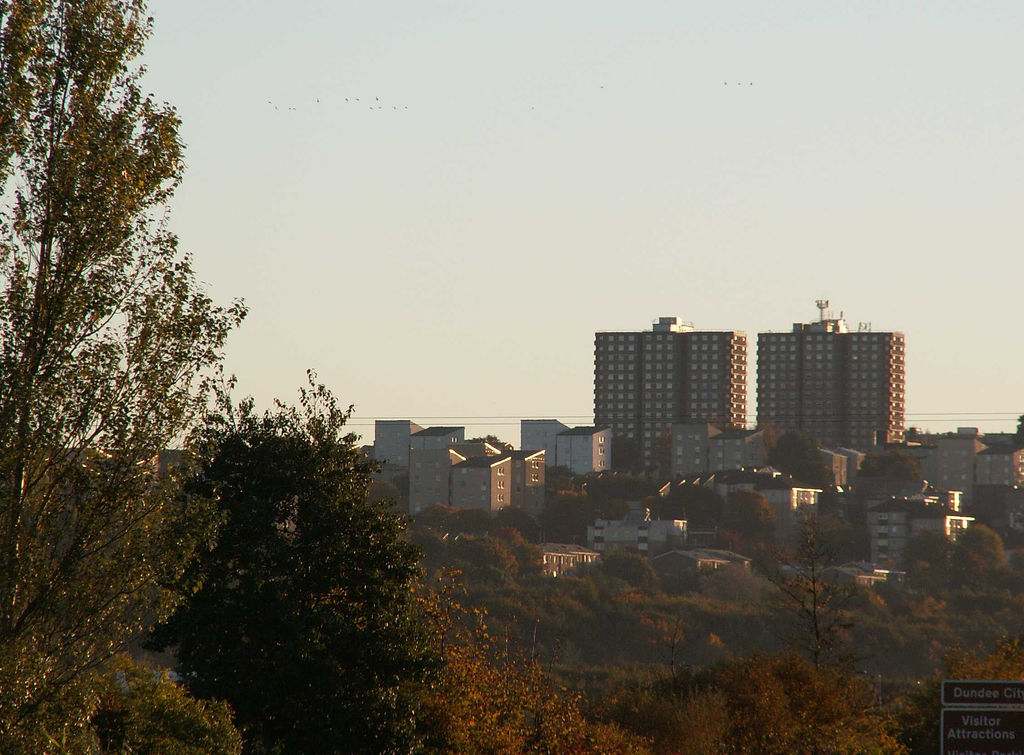